# Тадеуш Бур-Коморовський
Тадеуш Коморовський (пол. Tadeusz Komorowski; 1 червня 1895, село Хоробрів, Королівство Галичини і Володимирії, Австро-Угорщина нині Тернопільського району— 24 серпня 1966, Лондон, Велика Британія) — польський воєначальник, генерал дивізії, під час Другої світової війни Головнокомандувач Армії Крайової та підлеглих БХ (батальйонів хлопських) під прізвиськом Бур (пол. Bór). Відомий з «Волинської трагедії» та «Акції „Буря“».

## Молодість і кар'єра
Народився у селі Хоробрів (Галичина, Австро-Угорщина) нині Тернопільського району в родині, що належить до стародавнього шляхетського роду.
Навчався у львівському ліцеї, закінчив військову академію Франца-Йосифа у Відні. Після закінчення академії 15 березня 1915 року отримав звання підпоручика. У 1915 році брав участь у Першій світовій війні як командир роти, борючись у складі австрійської армії на східному та італійському фронтах. З 1918 року — в польській армії. Брав участь у польсько-українській війні та польсько-радянській війні. На початку липня 1920 р. у районі Луцька командував збірним ескадроном 9-го уланського полку. 20 серпня 1920 року очолив 12-й Подільський уланський полк. 31 серпня 1920 року був поранений. Після зцілення повернувся до 9-го уланського полку. У 1921 році був призначений заступником командира 9-го полку уланів у Жовкові. У 1922 році закінчив дев'ятимісячні курси верхового спорту в Грудзьондзі.
У 1922—1923 роках був інструктором верхової їзди в Артилерійській офіцерській школі у Варшаві та Торуні. У грудні 1923 р. його перевели до 9-го полку малопольських уланів і залишили командиром Центральної кавалерійської школи в Ґрудзьондзі. 31 березня 1924 року отримав звання майора. У липні 1924 р. його перевели до 8-го уланського полку князя Юзефа Понятовського в Кракові. Того ж року призначений квартирмейстером полку, а згодом заступником командира полку. 15 липня 1926 р. переведений до кадрового складу кавалерійських старшин і призначений командиром до Школи професійних кавалерійських підстаршин у Львові. У грудні 1927 р. був призначений заступником командира 9-го Малопольського полку уланів у Чорткові та Трембовлі. 1928 р. йому присвоєно звання підполковника. У січні 1929 року був призначений командиром 9-го Малопольського уланського полку. 21 грудня 1932 року йому присвоєно звання полковника. Командував полком десять років. У листопаді 1938 року він став комендантом Кавалерійського навчального центру в Ґрудзьондзі.
Був прекрасним вершником, брав участь в Літніх Олімпійських іграх 1924 року, що відбулись в Парижі. У 1936 році був керівником кінної команди, яка завоювала срібну медаль на Олімпійських іграх в Берліні.

## Друга світова війна
Під час Вересневої кампанії спочатку був командиром Кавалерійського резервного центру в Гарволіні (зайняв цю посаду в серпні 1939 року), а потім заступником командира Зведеної кавалерійської бригади полковника Адама Закшевського у складі «Люблінської» армії, з якою воював під Гурою Кальварією та Замостям[6]. Полковник Коморовський уникнув полону і потрапив до Кракова.
Наприкінці 1939 р. він створив у Кракові підпільну Військову організацію і керував нею до січня 1940 р., коли вона підпорядкувалася Союзу збройної боротьби (ZWZ). Тоді Коморовський взяв собі псевдонім «Корчак» та став командувачем Краківського району ZWZ. З 8 лютого 1940 року бригадний генерал, влітку 1941 року був призначений заступником командира ZWZ. З осені 1941 р. до червня 1943 р. він також був командувачем Західного району, що охоплював Познанський і Поморський райони. З травня 1942 року він брав участь у переговорах зі Стефаном Сашою та Владиславом Яворським щодо злиття Народної військової організації з Армією Крайовою, що відбулося в листопаді того ж року. Після арешту німцями генерала Ґрота-Ровецького 1 липня 1943 року (формально 17 липня) він обійняв посаду головнокомандувача Армії Крайової. Його призначення на цю посаду викликало суперечки серед деяких вищих офіцерів штабу Армії Крайової.
У 1943 році він видав наказ, який став основою для застосування принципу колективної відповідальності до німецьких поселенців, які брали участь в акції виселення поляків із Замостя, наказуючи атакувати німецькі поселення, мешканці яких брали пряму або опосередковану участь у злочинах окупантів («Такі села я наказав спалити, а людей вирізати»).
Визнаючи високу ймовірність вступу у збройний конфлікт із загонами Армії Людової радянських партизанів, він виступав за введення в країну в «критичну хвилину» не тільки підрозділів збройних сил на Заході, а також підрозділів англійців для підтримки Армії Крайової у боротьбі проти комуністичних сил, згідно з повідомленням уряду в Лондоні в жовтні 1943 року. 20 листопада 1943 року він видав наказ про початок акції «Буря».
14 березня 1944 р. Головнокомандуючий генерал Казімеж Соснковський призначив його дивізійним генералом старшинством з 1 березня 1944 р.
Коморовський прийняв рішення про початок Варшавського повстання.
|  | СОЛДАТИ СТОЛИЦІ! Сьогодні я віддав наказ, щоб ви хотіли відкрито воювати проти одвічного ворога Польщі, німецького загарбника. Після майже п’яти років безперервних боїв, що велися в підпіллі, сьогодні ви відкрито зі зброєю в руках відновлюєте свободу вашої батьківщини та взірцеве покарання німецьких злочинців за терор і злочини, вчинені на польській землі. |

Він вважав, що звільнення Варшави означатиме відмову від незалежності та капітуляцію Росії.
Це рішення було опосередковано визнано Головнокомандуючим як таке, що перевищує повноваження, які мав Коморовський.

## Нагороди
- Virtuti Militari
  - срібний хрест (1921)
  - золотий хрест (№ 33; 1944)
  - командорський хрест (1947)
- Хрест Заслуги (Польща)
  - срібний (1925)
  - золотий з мечами (13 березня 1934)
- Орден Відродження Польщі, офіцерський хрест (11 листопада 1936)
- Хрест Хоробрих — нагороджений тричі до 1939 року.
- Військова медаль (Польща)
- Медаль «Десятиліття здобутої незалежності»
- Пам'ятна медаль учаснику війни 1918-1921 років
- Хрест Армії Крайової (1 серпня 1966)
- Легіон Заслуг (США), командорський хрест (1984, посмертно)
- Орден Білого Орла (1995, посмертно)

## Галерея

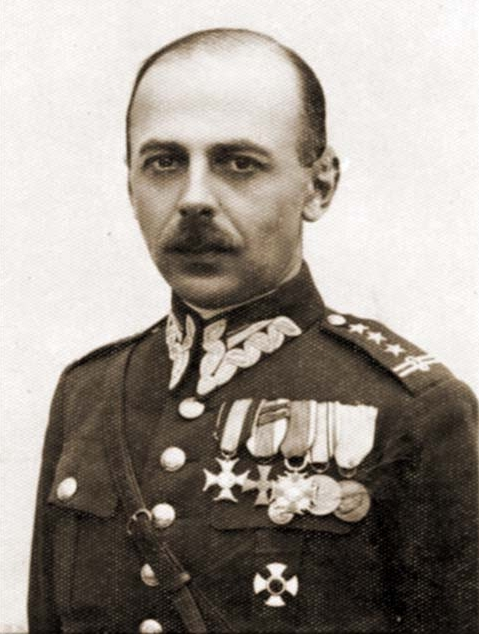
Тадеуш Коморовський у формі полковника Війська Польського (близько 1935 року)
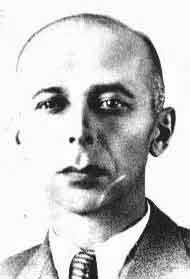
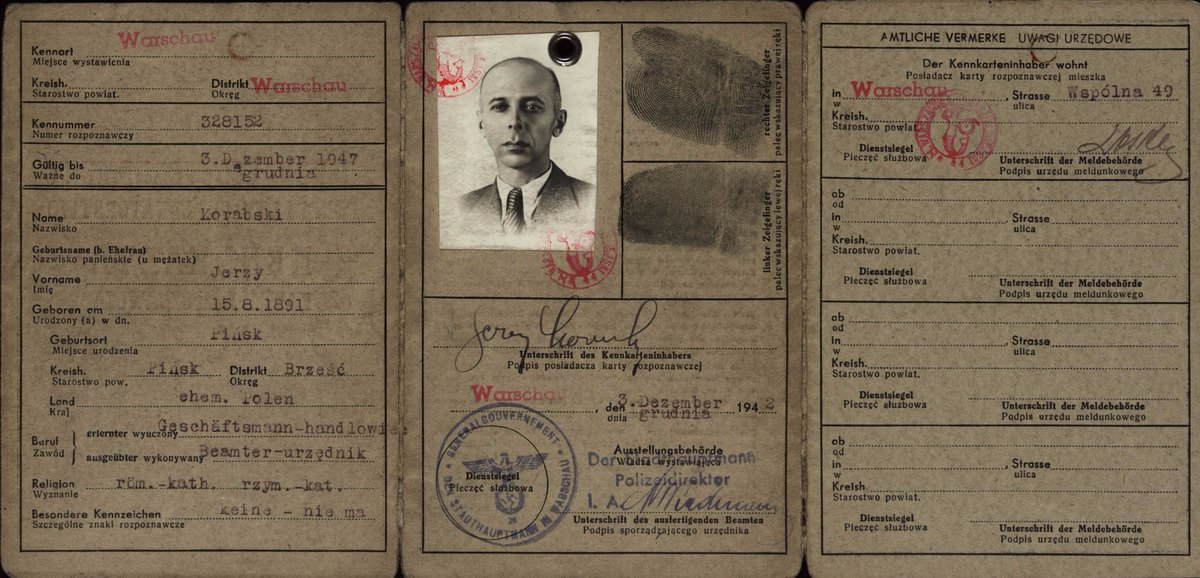
Фальшиве посвідчення особи Тадеуша Коморовського, видане в 1942 році на ім’я Єжи Корабського.
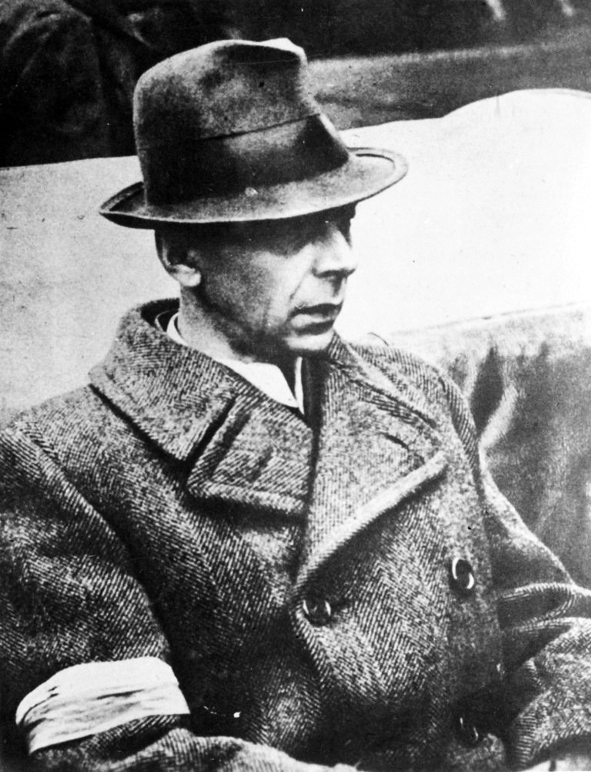
Тадеуш Коморовський в німецькому полоні (3 жовтня 1944).
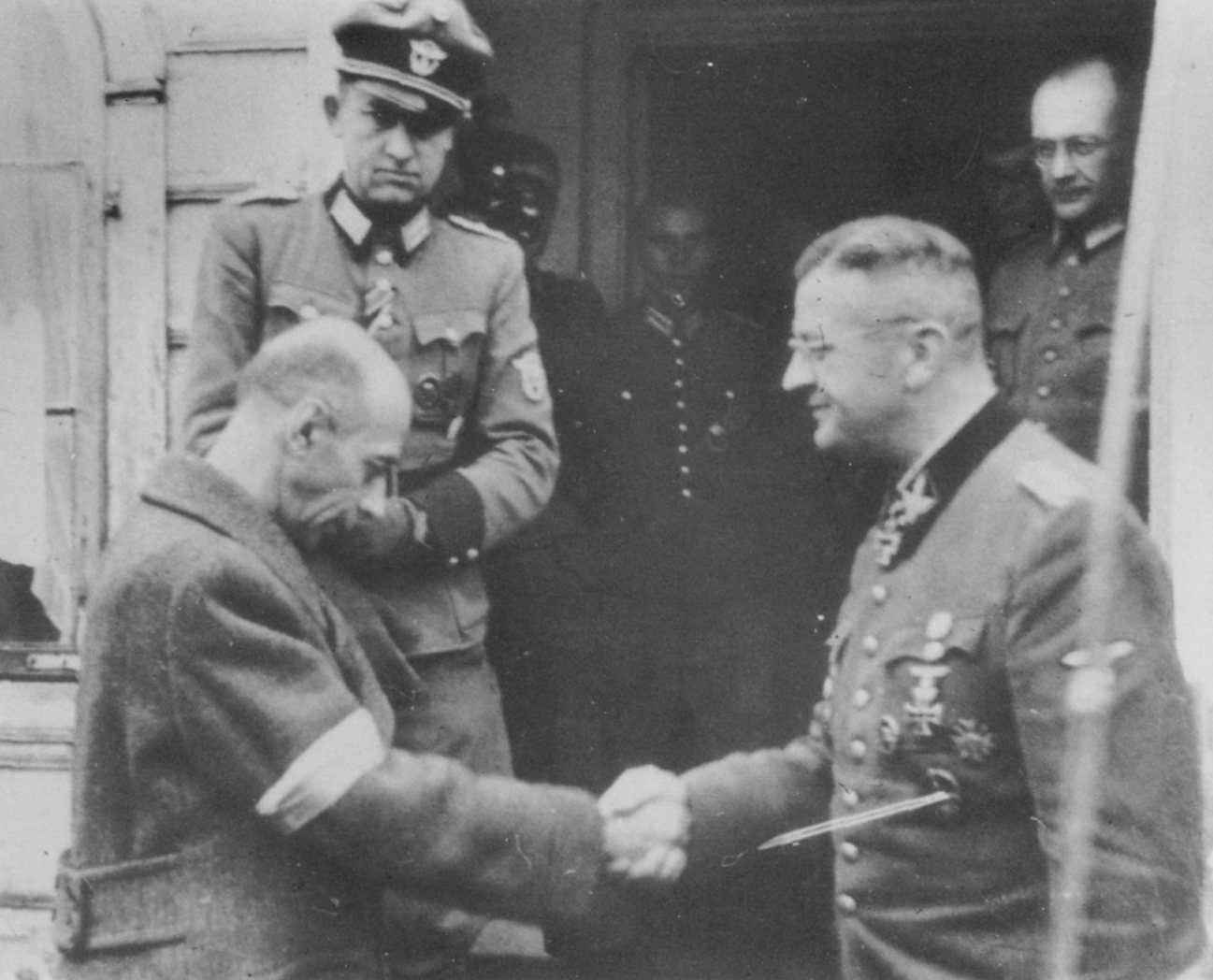
Еріх фон дем Бах (праворуч) приймає капітуляцію учасників Варшавського повстання від Тадеуша Бур-Коморовського (4 жовтня 1944).
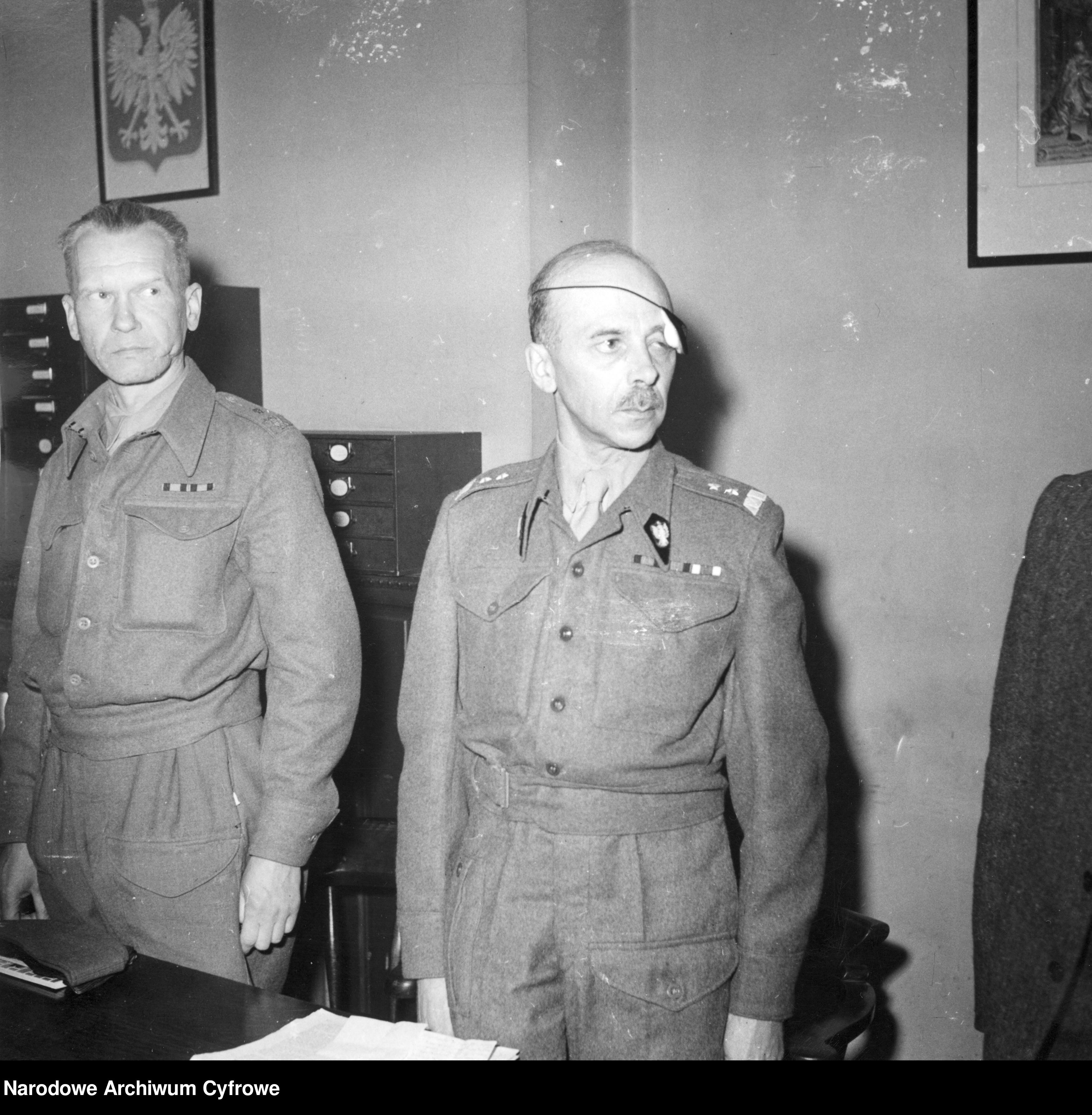
Генерали Тадеуш Бор-Коморовський (праворуч) та Тадеуш Пелчинський (ліворуч) на прес-конференції Головнокомандувача в Лондоні (19 травня 1945 р.)